# Manu Leumann
Manu Leumann (* 6. Oktober 1889 in Straßburg; † 15. Juli 1977 in Zürich) war ein deutscher Indogermanist.

## Leben und Wirken
Manu Leumann, Sohn des Indologen Ernst Leumann (1859–1931), besuchte das Straßburger Protestantische Gymnasium und begann 1909 ein Studium der Klassischen Philologie und Sprachwissenschaft an der dortigen Universität. Drei Semester verbrachte er in Göttingen (bei Friedrich Leo) und Berlin (bei Ulrich von Wilamowitz-Moellendorff). 1914 wurde er in Straßburg bei Albert Thumb mit einer Dissertation über die lateinischen Adjektive auf -lis promoviert. Kurz darauf wurde Leumann bei Ausbruch des Ersten Weltkriegs als Soldat eingezogen.
Nach seiner Rückkehr ging er 1919 nach München, wo er Mitarbeiter am Thesaurus Linguae Latinae wurde. 1922 wurde er zum Redaktor des Projektes und zum Privatdozenten für Indogermanische Sprachwissenschaft an der Münchner Universität ernannt. 1927 folgte Leumann einem Ruf an die Universität Zürich auf den Lehrstuhl für Indogermanische Sprachvergleichung, verwandte Disziplinen der klassischen Philologie und Sanskrit (als Nachfolger Eduard Schwyzers), wo er seine größte Wirksamkeit entfaltete. Hier begründete er auch die „Leumann-Schule“ der Indogermanistik und lateinischen Sprachwissenschaft. Zu seinen Schülern zählten Peter Frei, Ernst Risch, Meinrad Scheller und andere. 1958 zog sich Leumann vom Vorsitz der Internationalen Thesauruskommission zurück, 1959 wurde er emeritiert. Bis 1961 war er Vorsitzender der Indogermanischen Gesellschaft. 1964 verließ er den Schweizerischen Nationalfonds. Gastprofessor war er in Nimwegen (1962) und Freiburg im Üechtland (1968). Die Königlich Niederländische Akademie der Wissenschaften nahm ihn 1946 als auswärtiges Mitglied auf. Seit 1950 war er korrespondierendes Mitglied der Bayerischen Akademie der Wissenschaften. Ehrendoktorate erhielt er 1956 von der Universität Utrecht und 1972 von der Universität Freiburg.
In der Vergleichenden Sprachwissenschaft und der Rekonstruktion des Indogermanischen beschränkte sich Leumann auf eine Auswahl indogermanischer Sprachen, darunter besonders Latein und Sanskrit. Er befasste sich mit geschichtlichen Veränderungen in der Wortbildung, Wortbedeutung, Flexion und Syntax. In seiner Schrift Homerische Wörter (Basel 1950) stellte er die Diskontinuität (den Verlust des Verständnisses) als wichtiges Kriterium für die Änderung von Wortbedeutungen heraus. Leumann behandelte im Interesse der Philologie besonders die historische Sprachstufe des Lateinischen und beschrieb umfassend die lateinisch-griechischen Sprachbeziehungen.
Im Ruhestand widmete sich Leumann hauptsächlich der Neubearbeitung seiner lateinischen Grammatik, deren erste Bearbeitung von 1926–28 (gemeinsam mit Johann Baptist Hofmann) ihn nicht mehr zufriedenstellte. 1977 gab er dann die Lateinische Laut- und Formenlehre heraus. Kurz darauf starb er im Alter von 87 Jahren.